# Il guanto
Il guanto (in ucraino Рукавичка?), è una popolare fiaba ucraina, di cui ne esistono diverse varianti ed è stata tradotta in diverse lingue, tra cui inglese, giapponese, azero, francese, tedesco e russo.

## Trama

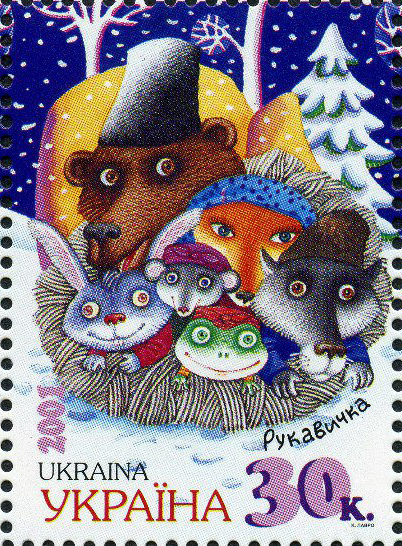
Francobollo ucraino che mostra i protagonisti.

In una gelida giornata d'inverno, un vecchio signore mentre cammina nel folto del bosco perde un guanto. Successivamente arriva un topo, il quale si stabilisce all'interno di esso come sua nuova abitazione. Dopo di che arrivano altri animali, tra cui una rana, una lepre, una volpe, un lupo, un cinghiale e un orso, i quali si stabiliscono anch'essi nel guanto non prima di aver chiesto il permesso. Alla fine ritorna l'anziano signore che ritrova e si riprende l'oggetto perduto, non prima di aver scacciato gli animali che stanno all'interno di esso.

### Variazioni
La persona che perde il guanto in alcune versioni è un bambino inoltre gli animali presenti variano a seconda della versione, ma spesso includono un topo, una rana, una lepre, una volpe, un lupo, un cinghiale e un orso. In alcune rivisitazioni, ogni animale ha un aggettivo o un soprannome. Quando il guanto non riesce più a contenere gli animali, a volte uno starnuto fa sì che non ci entri più nessuno oppure si strappa e tutti gli animali cadono al freddo.

## Adattamenti
Il racconto è stato adattato nell'omonimo film d'animazione del 1996 e nel 2001, Ukrpošta, il servizio postale dell'Ucraina, ha rilasciato una serie di francobolli dedicati alle fiabe ucraine, tra cui Il guanto.